# Taaldood
Taaldood is een taalkundig fenomeen waarvan sprake is als een bepaalde taal door niemand meer wordt gesproken. Talen die aan taaldood onderhevig zijn geweest, worden beschouwd als dode talen, hoewel de exacte omstandigheden onder welke een taal als “dood” kan worden beschouwd enigszins gecontesteerd zijn. 
Talen die in meer of mindere mate het risico lopen op taaldood, worden geclassificeerd onder de noemer bedreigde talen.

## Definitie
Er is geen eenduidige definitie voor het concept taaldood. Volgens de meeste definities wordt er gesproken van taaldood als een bepaalde taal door niemand meer wordt gesproken. De Britse linguïst David Crystal beargumenteert echter dat een taal ook al als dood kan worden beschouwd als er geen actieve dan wel moedertaalsprekers meer van over zijn, of als er nog slechts één spreker is, gezien een taal in dergelijke gevallen niet meer effectief gebruikt wordt als middel voor menselijke communicatie.
Volgens alternatieve definities kan een taal echter ook reeds als dood worden beschouwd als ze nog wel door bepaalde, meestal oudere, leden van een bepaalde gemeenschap als communicatiemiddel gebruikt wordt, maar niet meer actief wordt doorgegeven aan andere, jongere leden van de gemeenschap. Omgekeerd bestaan er echter ook talen die nog wel actief worden doorgegeven aan jongere leden van een gemeenschap, maar niet meer als communicatiemiddel worden gebruikt. Voorbeelden hiervan zijn Latijn en Oudgrieks, die in veel westerse landen nog worden onderwezen binnen het schoolsysteem. Er is verder nog enige discussie mogelijk over talen die nog wel actief gebruikt worden, maar enkel in zeer specifieke contexten en/of in zeer restrictieve vorm, zoals het geval is met Latijn als taal van de Katholieke Kerk.
Er zijn nog alternatieve criteria mogelijk om het begrip “taaldood” te definiëren. Volgens de Praagse linguïst Jozef Vachek kan een taal als dood worden beschouwd vanaf het moment dat ze stopt met ontwikkelen dan wel veranderen. Volgens deze definitie kunnen talen als het Latijn en het Sanskriet als dood worden beschouwd omdat deze talen alleen nog maar beheerst worden via het aanleren van prescriptieve normen.
Ten slotte wordt algemeen aangenomen dat dode talen toch bewaard kunnen blijven in opgetekende vorm, in de meeste gevallen in de vorm van schrift, maar ook via audiovisuele middelen. Er zijn echter strikte definities die stellen dat er pas sprake kan zijn van taaldood wanneer ook alle van dergelijke attestaties verdwenen zijn.

## Kenmerken
Bij talen die het risico lopen op taaldood gaat de bedreigde status van die taal in veel gevallen gepaard met een proces van meertaligheid onder de overblijvende sprekers. Deze meertaligheid kan op haar beurt echter ook leiden tot het ontstaan van mengtalen door een hoge mate van ontlening tussen de talen onderling, wat op den duur alsnog kan resulteren in de taaldood van de bedreigde taal. Er valt echter een nuance te maken door het gegeven dat een taaldood meestal voorafgegaan wordt door een geleidelijk proces van morfologische en syntactische reductie in de taal, wat bij mengtalen (zij het wel bij pidgins en creooltalen) niet per definitie het geval is.
Volgens Roger W. Andersen zou de meertalige spreker van een bedreigde taal minder fonologische onderscheiden maken dan een eentalige en/of dominante spreker van die taal, hoewel de meertalige spreker wel die onderscheiden zou maken die voorkomen in beide beheerste talen, alsook functionele onderscheiden. Als een gedeeltelijk gevolg hiervan zouden sprekers van bedreigde talen de neiging hebben om meer gemarkeerde taalvormen toenemend te vervangen door minder gemarkeerde vormen, of omgekeerd juist een overmatig gebruik van gemarkeerde vormen. Daarnaast zouden bedreigde talen ook de neiging hebben om gaandeweg minder regelvast en dus variabeler en onregelmatiger te worden. Buiten de fonologie gaat taaldood vaak gepaard met morfologische, syntactische en stilistische reductie.

## Oorzaken van taaldood
Het is onmogelijk om één duidelijke oorzaak aan te duiden voor het uitsterven van een taal. Voor ieder individueel geval zijn doorgaans meerdere specifieke factoren aan te duiden, maar hiervan komende volgende regelmatig voor:
- Taaldood kan het gevolg zijn van verregaande taalverandering, waarbij een taal in dermate is veranderd dat er gesproken kan worden van het ontstaan van een nieuwe taal.[9] Een voorbeeld hiervan is de evolutie van het Vulgair Latijn in de Romaanse talen.
- Gezien het overleven van een taal afhankelijk is van het overleven van haar sprekers, is een levensbedreigende situatie voor de sprekers ook bedreigend voor het voortbestaan van de door hen gesproken taal. Hierbij valt te denken aan natuurrampen, epidemieën, hongersnoden, oorlogssituaties en genocides waardoor grote delen van gemeenschappen het leven kunnen laten.[10] Een concreet voorbeeld van een dergelijke gebeurtenis zijn de oorlogen en genocidale praktijken gevoerd door de Britse kolonisten tegen de inheemse bevolking van Tasmanië in de vroege 19e eeuw, die aan de basis liggen van het uitsterven van alle inheemse Tasmaanse talen.[11][12]
- Talen kunnen uitsterven als gevolg van culturele assimilatie, doordat sprekers beïnvloed worden door een andere cultuur van wie zij, naast andere culturele gebruiken, ook de taal overnemen, al dan niet uit een bepaalde noodzaak of onder een bepaalde dwang. In veel gevallen blijven sprekers die een andere taal overnemen hun oorspronkelijke taal nog steeds beheersen en doorgeven door middel van meertaligheid, waardoor dit niet per definitie meteen hoeft te resulteren in taaldood.[13] Indien een groep sprekers echter gaandeweg volledig overgaat op het spreken van een andere taal, wordt er gesproken over een language shift.[9]
- In een extreem geval van het bovenstaande kan taaldood het gevolg zijn van een doelbewuste actie door een dominerende cultuur met een bepaalde taal om het gebruik van andere talen volledig aan banden te leggen. In dit soort gevallen kan gesproken worden van linguïcide of "taalmoord" (naar het Engelse language murder).[14][15] Het in 1932 door Maximiliano Hernández Martínez opgelegde verbod op de taal Pipil in El Salvador met het bijna-uitsterven van deze taal tot gevolg kan als een voorbeeld hiervan gezien worden.[16]

Opgemerkt kan worden dat de snelheid waarmee taaldood optreedt geen verband houdt met de oorzaak ervan. Taaldood kan zowel op vrij korte tijd binnen één generatie optreden als over meerdere generaties tijd. Taaldood kan bovendien zowel top-down als bottom-up gestuurd worden, al lijkt het merendeel van de gevallen top-down te gebeuren. Een voorbeeld van een proces van taaldood dat bottom-up gestuurd is, is dat van het Latijn, dat in lagere registers volledig is overgegaan in de Romaanse talen en alleen in enkele specifieke hogere registers is blijven voortbestaan.

## Historische achtergrond

### Historische voorbeelden
Taaldood is geen recent fenomeen. Geschat wordt dat het aantal gesproken talen in de wereld op een hoogtepunt, ongeveer 10.000 jaar geleden, tussen de 5000 en 20.000 bedroeg, tegenover een 6000-tal heden ten dage. Slechts een klein deel van de talen die historisch zijn uitgestorven, zijn nog bekend. De oudste voorbeelden hiervan zijn talen uit de oudheid die bewaard zijn gebleven in geschreven vorm. 
De oudst bekende concrete voorbeelden van tendensen die voor taaldood verantwoordelijk zijn geweest, dateren eveneens uit de oudheid. Zo wordt het hellenisme en de dominerende invloed van het Grieks verantwoordelijk geacht voor het grotendeels uitsterven van de oorspronkelijke inheemse talen van Klein-Azië, waaronder het Frygisch en alle Anatolische talen. Dit proces werd in latere eeuwen nog versterkt door de Romeinse verovering van de regio. In het westelijke gedeelte van het Romeinse Rijk zorgde de verspreiding van het Latijn eveneens voor het uitsterven van een groot aantal talen, waaronder het Etruskisch op het Italisch Schiereiland. In precolumbiaans Amerika zorgden de groeiende dominantie van de Inca- en Aztekenrijken eveneens voor een snelle opmars van respectievelijk het Nahuatl en Quechua ten koste van verschillende lokale talen; een opmars die overigens ook na de aanvang van de Spaanse kolonisatie van Amerika nog een bepaalde periode lijkt te hebben aangehouden.
De Europese kolonisatie is wellicht verantwoordelijk voor het grootst bekende aantal van taaluitstervingen in de geschiedenis, door de verspreiding van Europese talen naar de door Europese landen gekoloniseerde regio’s over heel de wereld met het verminderende gebruik en in extreme gevallen uitsterven van de inheemse talen van deze regio’s tot gevolg. Hierbij valt te denken aan de verspreiding van het Engels in Australië, Nieuw-Zeeland, Noord-Amerika en delen van Afrika; het Spaans in Latijns-Amerika, het Portugees in Brazilië, het Frans in Canada en het Russisch in Siberië. In Brazilië zou het huidige aantal gesproken talen bijvoorbeeld nog minder dan een zesde bedragen van het aantal inheemse talen rond 1500 na Christus. De toename van taaluitstervingen lijkt zich over heel de wereld tot op heden voort te zetten onder invloed van toenemende globalisering waarin internationaal voornamelijk het Engels een dominante rol speelt. Regionaal is deze afname van taaldiversiteit ook merkbaar bij bepaalde minderheidstalen in Europa zelf, waaronder het Samisch, het Baskisch en de Keltische talen. In postkoloniaal Afrika lijken inheemse minderheidstalen dan weer veeleer bedreigd worden door bepaalde invloedrijke Afrikaanse talen dan door de ingevoerde Europese talen.

### Theoretische geschiedenis
Binnen het westerse denken kan het idee dat talen kunnen "sterven" als een logisch gevolg gezien worden van de bijbelse mythe rond de Toren van Babel, die echter hoofdzakelijk invulling geeft aan het idee dat de diversiteit aan talen in de wereld terug te leiden is op een gemeenschappelijke "oertaal" en aan het idee dat talen gegroepeerd kunnen worden in taalfamilies, als een gevolg van de verspreiding van de zonen van Noach. In de klassieke oudheid bestond er, zo blijkt onder andere uit het werk van de Romeinse auteur Varro, tevens een zekere erkenning van het feit dat talen in die mate kunnen veranderen dat vroegere taaluitingen niet meer begrijpbaar kunnen zijn voor latere taalgebruikers.
Gedurende de middeleeuwen circuleerden er echter weinig concrete ideeën over de mechanismen van taalverandering. De renaissance bracht hier verandering in, door – onder andere – de opkomst van de filologie voor de studie van de klassieke talen, de toenemende pogingen tot de grammaticale en lexicografische beschrijving van de Europese volkstalen, en de ontdekking van nieuwe talen in ontdekte regio's buiten Europa. Als gevolg van deze tendensen ontstond er een nieuw genre van taalcatalogi ter documentatie van talen, waarvan sommige reeds taaldood hadden ondergaan of een bedreigde status hadden. Een voorbeeld van het eerste was de 16e-eeuwse ontdekking en publicatie van de Codex Argenteus, die het Gotisch onder de aandacht van vroege taalkundigen bracht. Een voorbeeld van het tweede kunnen de vele grammatica’s van niet-Europese talen zijn die in de vroegmoderne tijd geproduceerd werden ten behoeve van de missionering in de Nieuwe Wereld, en die in sommige gevallen een van de weinige relicten zijn voor de studie van talen die inmiddels uitgestorven zijn.
Door de betere documentatie van talen en de bestudering van met name historische dode talen ontstond bij vroege taalkundigen in de vroegmoderne periode een beter beeld van verwantschappen tussen talen. Waar vroegere christelijke denkers de "oertaal" zoals die in Bijbel was beschreven min of meer dogmatisch identificeerden als het Hebreeuws, bewogen vroegmoderne denkers zich meer richting het idee van een door verregaande taalverandering niet meer bestaande oertaal die middels vergelijking en primitieve vormen van etymologie kon worden afgeleid uit haar dochtertalen, iets waar het nadien vaak bekritiseerde werk van Johannes Goropius Becanus (waarin beargumenteerd werd dat een vroege versie van het Nederlands als oertaal moest worden beschouwd) een eerste aanzet toe was. De tendens zou uiteindelijk leiden tot de ontwikkeling van de historische taalkunde, in het bijzonder door de conceptie van de Indo-Europese taalfamilie, die haar oorsprong kende in Marcus Zuerius Boxhorns hypothese over een gemeenschappelijke "Scytische" oertaal voor de bekendste westerse historische talen en uiteindelijk aan grotere invloed zou winnen door de uitspraken van William Jones over een gemeenschappelijke oorsprong van Latijn, Grieks en Sanskriet in een gemeenschappelijke brontaal die "niet meer bestaat".
Ondanks de rol die bovenstaande evolutie speelde in de ontwikkeling en invloedrijke positie van de historische taalkunde in de loop van de 19e eeuw, bleef de aandacht voor het fenomeen taaldood op zichzelf nog eerder gering. Pas in de late 19e en vroege 20e eeuw verschenen de eerste specifieke wetenschappelijke werken rond het onderwerp, maar in feite is wordt het fenomeen pas sinds de jaren 1970 uitvoeriger bestudeerd, zij het binnen de context van een groeiende aandacht voor de toenemende problematiek rond taalbedreiging. In dit opzicht kan een invloedrijke uitspraak van de Amerikaanse linguïst Michael Krauss uit 1992 genoemd worden, waarin geopperd werd dat van de 6000 bestaande talen ongeveer de helft binnen de eeuw met uitsterven bedreigd zou worden en dat slechts een 600-tal talen kans zouden maken op overleving op langere termijn. Wat taaldood zelf betreft, wordt het werk Cum dispare o limbă van de Roemeense linguïst Ion Coteanu uit 1957 soms genoemd als het eerste specifieke wetenschappelijke werk over het onderwerp, maar reeds in 1948 sprak de Amerikaanse taalkundige Morris Swadesh over het belang van onderzoek naar bedreigde talen. Nog eerder worden ook werk van Robert Needham Cust uit 1899 en van Joseph Vendryes uit 1933 als pioniers genoemd.
De toenemende aandacht voor taaldood en bedreigde talen in de tweede helft van de twintigste eeuw is ook een drijvende factor geweest in oplopende pogingen om talen voor een dreigende taaldood te behoeden door middel van taalrevitalisatie. Afhankelijk van de definitie hoeft taaldood daardoor geen onomkeerbaar proces te zijn en kunnen talen die met uitsterven bedreigd worden alsnog een heropleving krijgen. Hoewel de revitalisatie van dode talen zeldzamer is, kan het Hebreeuws beschouwd worden als een zeldzaam voorbeeld van een taal die door een dergelijke inzet in de 19e en 20e eeuw weer tot leven is gewekt (zij het in een afwijkende vorm), nadat de taal zo’n 2000 jaar geleden in de functie van dagelijks communicatiemiddel als dood kon worden beschouwd.